# Giovanni da Bologna

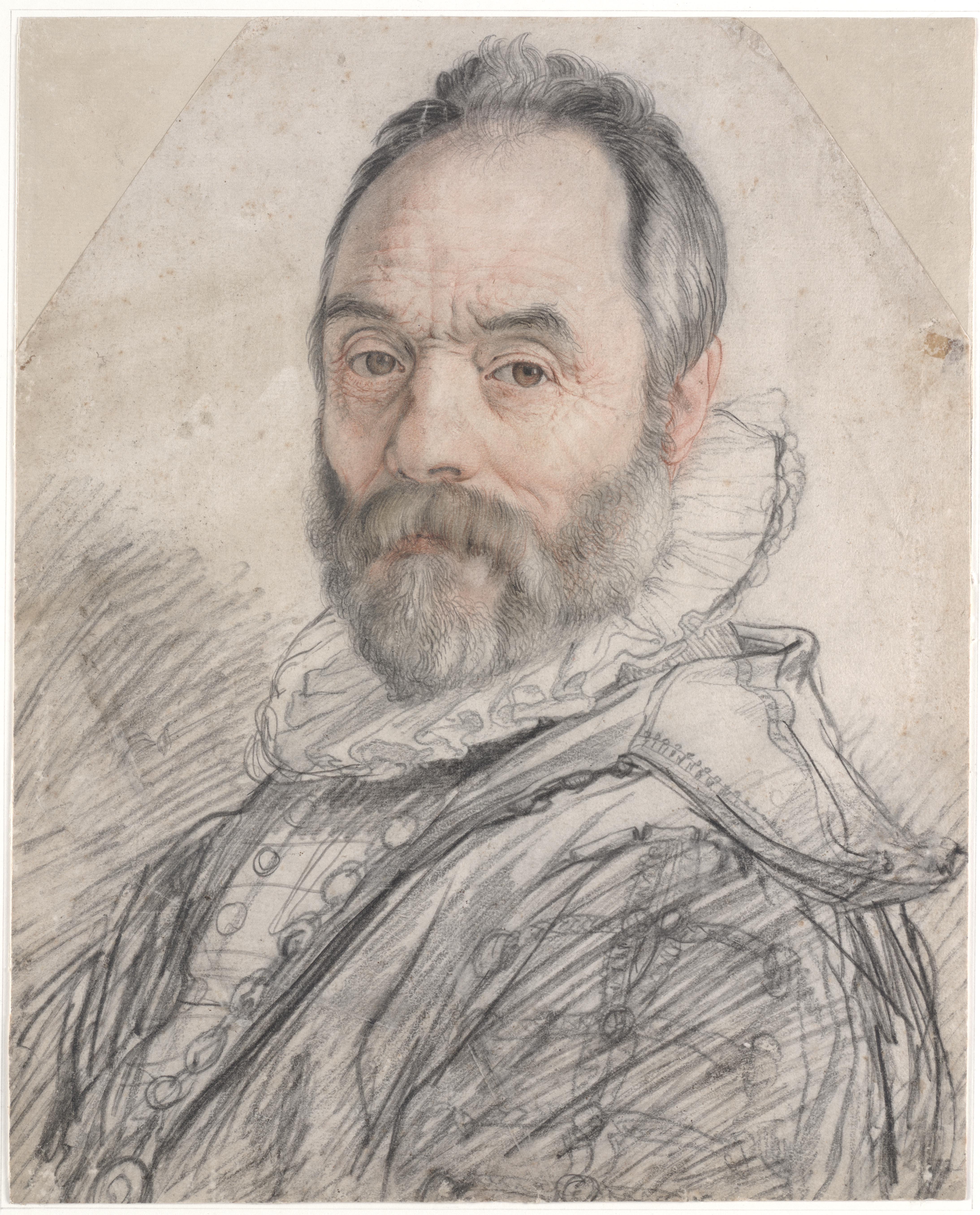
Porträt Giovanni da Bolognas von Hendrick Goltzius (1558–1617)

Giovanni da Bologna (* 1529 in Douai, Grafschaft Flandern in den Siebzehn Provinzen, heute im Département Nord in Frankreich; † 13. August 1608 in Florenz), eigentlich Jean de Boulogne, genannt Giambologna, war ein flämisch-italienischer Bildhauer der Florentiner Schule des Manierismus und Frühbarock.
Er stammte aus der vom Hause Habsburg beherrschten Grafschaft Flandern, die weit bis in das heutige Frankreich reichte, war aber hauptsächlich in Italien tätig. Sein Werk ist dem Manierismus, einer Form der Spätrenaissance zuzuordnen. Giovanni Bologna fertigte zahlreiche Skulpturen und Brunnenfiguren für den italienischen Adel, speziell für die Medici. Einer seiner Schüler war der süddeutsche und Tiroler Bildhauer Hans Reichle.

## Biografie
Giovanni da Bologna begann seine Ausbildung in Antwerpen. Nach einem Studium beim Architekten und Bildhauer Jacques du Broeucq zog er 1550 nach Italien und studierte in Rom, wo er sich eingehend mit den Skulpturen der klassischen Antike beschäftigte. Er wurde stark von Michelangelo beeinflusst, entwickelte aber seinen eigenen manieristischen Stil. Papst Pius IV. gab Giovanni da Bologna seinen ersten großen Auftrag, die kolossalen bronzenen Neptun und Nebenfiguren für den Neptunbrunnen in Bologna, für den Tommaso Laureti 1566 die Basis entworfen hatte. Giambologna verbrachte seine produktivsten Jahre in Florenz, wo er sich 1553 niedergelassen hatte. Im Jahre 1563 wurde er zum Mitglied (Accademico) der angesehenen Accademia delle Arti del Disegno in Florenz ernannt, die am 13. Januar 1563 vom Herzog Cosimo I. de’ Medici unter dem Einfluss des Maler-Architekten Giorgio Vasari gegründet wurde.  Er wurde zu einem der bedeutendsten Hofbildhauer der Medici. Er starb in Florenz im Alter von 79 Jahren – die Medici hatten ihm nie erlaubt, Florenz zu verlassen, da sie befürchteten, dass ihn entweder die österreichischen oder die spanischen Habsburger in eine Festanstellung locken würden. Giovanni da Bologna wurde in einer von ihm selbst entworfenen Kapelle in der Santissima Annunziata beigesetzt.

## Werk
Giovanni da Bologna wurde bekannt für sein Verständnis von Bewegung und die raffinierte, differenzierte Oberflächenbehandlung. Zu seinen bekanntesten Werken gehört der Fliegende Merkur, von dem er vier Versionen angefertigt hat – Merkur steht auf einem Fuß und wird von einem Zephyr gestützt. Der Gott hebt einen Arm, um in einer Geste, die dem Repertoire der klassischen Rhetorik entlehnt ist,  in den Himmel zu zeigen. Sein zweites berühmtes Werk ist die Raub der Sabinerinnen (1574–82), eine Marmorskulptur, die in der Loggia dei Lanzi auf der Piazza della Signoria in Florenz prominent aufgestellt ist. Die Skulptur mit drei Figuren wurde aus einem einzigen Stück Marmor gemeißelt.  Der Auftraggeber war Francesco Medici, Großherzog der Toskana. Giovanni da Bolognas Darstellungen der Venus begründeten einen Kanon der Proportionen und beeinflussten zwei Generationen von Bildhauern in Italien.
Giovanni da Bologna lieferte auch viele Skulpturen für Gartengrotten und Brunnen in den Boboli-Gärten von Florenz und in Pratolino sowie die Bronzetüren der Kathedrale von Pisa. Er schuf die bronzenen Seepferdchen und einige andere Skulpturen für Bartolomeo Ammannatis Neptunbrunnen, Florenz. Die Reiterstatue von Cosimo I. Medici, ebenfalls in Florenz, wurde von seinem Assistenten Pietro Tacca vollendet.
Giambologna prägte spätere Bildhauer unter anderem über seine Schüler Adriaen de Vries und Pietro Francavilla, die 1601 sein Atelier verließen, um nach Paris zu gehen, sowie Pierre Puget, der Giambolognas Einfluss in ganz Nordeuropa verbreitete. Pietro Tacca übernahm Giovanni da Bolognas Werkstatt in Florenz und wurde zu einem Mittler für die folgende Bildhauergeneration.

### Mars
Im Jahr 1587 schenkte der Künstler die Statuette Mars dem sächsischen Kurfürsten Christian I. zu dessen Amtsantritt. Bis 1924 zählte die kleine Bronze mit drei anderen Skulpturen zu den Hauptwerken der kurfürstlichen Kunstkammer in Dresden. Im Zuge der Fürstenabfindung wurde die Statuette 1924 dem Hause Wettin als Teil der Abfindung überlassen. Als der Familienverein der Wettiner wenige Jahre später die Bronze zum Verkauf anbot, kaufte der I.G. Farben-Mitgründer Theodor Plieninger die Statuette für die Chemische Fabrik Griesheim-Elektron. Über zwei Schenkungen gelangte der Mars 1988 in den Besitz der Bayer AG. Hier war sie zunächst ein Teil der Kunstsammlung und wurde immer wieder zu Ausstellungen, auch nach Dresden in die Kunstsammlung ausgeliehen. Mitte 2018 beauftragte die Bayer AG das Auktionshaus Sotheby’s mit der Versteigerung der Statuette, was zu einer Welle von Protesten im Kunstbereich führte. Die Generaldirektorin der Staatlichen Kunstsammlungen Dresden, Marion Ackermann, hoffte, dass das Werk des italienischen Renaissancebildhauers nach Dresden zurückkommen solle, wo es sich über drei Jahrhunderte befand. Seit Jahren habe die Kunstsammlung vergeblich versucht, es zurückzugewinnen. Ackermann kritisierte das Verhalten des Konzerns: „Ich habe dem Vorstand am 14. Juni meine Enttäuschung darüber geschrieben, dass es vorher keinen Kontakt mit uns gab.“ Am 29. Juni schrieben der Chemiker Peter Plieninger, Urenkel von Theodor Plieninger, und der Künstler Nicolaus Schmidt zwei offene Briefe an Werner Baumann, dem Vorstandsvorsitzenden der Bayer AG. Sie forderten Baumann auf, die Auktion abzusagen und stattdessen die Bronze „als Beitrag zum Europäischen Kulturerbejahr 2018 der Bayer AG der Staatlichen Kunstsammlung Dresden als Schenkung zu vermachen.“ Plieninger führte aus, sein Urgroßvater habe den Kauf des Mars nicht als „Firmeninvestment unternommen, genau wie die Bayer AG die Statuette nicht erworben, sondern als Geschenk bekommen hat.“ Er erinnerte Baumann an die gesellschaftliche Verantwortung des „Chemieunternehmens von Weltrang.“ Der Streit über die geplante Versteigerung bei Sotheby’s am 4. Juli 2018 machte Giovanni da Bologna in Deutschland erstmals einem breiten Publikum bekannt.
Die vielfältigen Medienberichte, der damit verbundene Druck auf die Bayer AG sowie die Bereitschaft des Freistaates Sachsen und der Bundesregierung, Gelder für einen Ankauf zur Verfügung zu stellen, führten dazu, dass die Bayer AG die Auktion am 2. Juli 2018 absagte und einem Verkauf an die Staatliche Kunstsammlung Dresden zustimmte. Die Generaldirektorin der Staatlichen Kunstsammlungen Ackermann erklärte, sie sei glücklich, dass Giambolognas Bronze für Sachsen zurückgewonnen sei.

### Statuetten zu den Tageszeiten in der Medici-Kapelle Florenz von Michelangelo
In einer Sonderausstellung der Staatlichen Kunstsammlungen Dresden wurden im Jahr 2018 Skulpturen von Giambologna gezeigt.
Zu den Personifikationen der Tageszeiten (Morgen, Abend, Tag und Nacht) in der Medici-Kapelle Florenz von Michelangelo wurden um 1555/58 Statuetten aus Alabaster geschaffen, die um 1560/70 von Cosimo I. de’ Medici dem Kurfürsten August von Sachsen geschenkt wurden.
Die Zuschreibung dieser Skulpturen zum Werk Giambolognas beruht auf einem Relief „Allegorie auf Francesco de’ Medici“ von Giambologna aus dem Prado Madrid und der Auswahl des Materials Alabaster. Dabei hat Giambologna die teilweise unvollendeten Skulpturen Michelangelos in den Statuetten in seinem Sinne künstlerisch komplettiert.

## Werkübersicht (Auswahl)
| Bild | Titel                                                            | Entstanden                                                                   | Größe, Material             | Standort |
| ---- | ---------------------------------------------------------------- | ---------------------------------------------------------------------------- | --------------------------- | --- |
|      | Florenz siegt über Pisa                                          | nach 1570 fertiggestellt                                                     | Marmor                      | Museo nazionale del Bargello, Florenz |
|      | Deianira, Ehefrau des Herkules, wird vom Zentaur Nessus entführt | etwa 1620                                                                    | Bronze                      | Louvre-Lens |
|      | Triton                                                           | zwischen 1560 und 1570                                                       | Bronze                      | |
|      | Diavolino                                                        |                                                                              | Bronze                      | Museo Bardini, Florenz |
|      | Bacchus                                                          |                                                                              | Bronze                      | Museo nazionale del Bargello, Florenz Das Bild zeigt eine maßstabgetreue Kopie am Fuße des Turms Rossi Cerchi nahe Ponte Vecchio in Florenz. |
|      | Thetis                                                           | 1580–1585                                                                    |                             | |
|      | Architektur                                                      |                                                                              |                             | Staatliches Kunstmuseum Kopenhagen |
| Link | Venus                                                            | 1573                                                                         | Marmor                      | Boboli-Garten, Florenz |
|      | Apollo                                                           |                                                                              | Bronze                      | Palazzo Vecchio, Florenz |
|      | Astronomie                                                       | Der Entwurf entstand um die Jahrhundertwende 16./17. Jh. (gegossen ca. 1624) | Bronze                      | |
|      | Fliegender Merkur                                                | 1578–ca. 1580                                                                | Bronze                      | Bargello, Florenz |
|      | Neptunbrunnen                                                    | 1563–66                                                                      | Bronze und Marmor           | Piazza del Nettuno, Bologna |
| Link | Perseus                                                          | ca. 1576                                                                     | Marmor                      | Boboli-Garten |
|      | Herkules und der Zentaur                                         | 1600                                                                         | Marmor 2,69 m               | Loggia dei Lanzi, Florenz |
|      | Der Brunnen des Oceanus                                          | 1576                                                                         | Marmor                      | Boboli-Garten, Florenz |
|      | Büste Francesco de Medici                                        | modelliert 1585–87 gegossen ca. 1611 von Pietro Tacca                        | Bronze                      | New York, Metropolitan Museum of Art |
|      | Der Apennin                                                      | zw. 1570 und 1579                                                            | 10 m Fels, Lava, Mauerstein | Park Demidoff |
|      | Raub der Sabinerinnen                                            | 1579                                                                         | Marmor                      | Loggia dei Lanzi, Florenz |
|      | Samson erschlägt einen Philister                                 | ca. 1560                                                                     | 2,10 m Marmor               | Victoria and Albert Museum, London |
|      | Selbstporträt                                                    | ca. 1599                                                                     | Wachs                       | |
|      | Ferdinand I.                                                     |                                                                              |                             | |
|      | Reiterdenkmal Ferdinand I.                                       |                                                                              | Bronze                      | Piazza Santissima Annunziata, Florenz |
|      | Reiterdenkmal Cosimo I. de Medici                                | 1587–94 4,50 m                                                               | Bronze                      | Piazza della Signoria, Florenz |
|      | Philipp III. von Spanien                                         | von Pietro Tacca 1616 gegossen                                               | Bronze                      | Plaza Mayor, Madrid |
|      | Tiergrotte                                                       |                                                                              |                             | Im Garten der Villa Medici von Castello |
|      | San Luca                                                         |                                                                              | Bronze                      | Orsanmichele, Florenz |
|      | Löwenattacke auf ein Pferd                                       | zwischen 1580 und 1589 entworfen                                             | 23,8 cm Bronze              | Walters Art Museum |
|      | Herkules mit dem erymanthischen Eber                             | um 1575/1580                                                                 | 47,7 cm Bronze              | Walters Art Museum |
|      | Zwerg Morgante                                                   | 17. Jh.                                                                      |                             | |
|      | Der Zwerg Morgante reitet auf einem Drachen                      |                                                                              | 29 cm Bronze                | Paris Das Bild zeigt eine Kopie im Walters Art Museum.                                                                                       |
|      | Schreitendes Pferd                                               | zwischen 1595 und 1600                                                       |                             | Victoria and Albert Museum, London |